# Ap Lei Chau
Ap Lei Chau (chiń. 鴨脷洲) – wyspa Hongkongu położona na południowy zachód od wyspy Hongkong. Jeden z najgęściej zaludnionych obszarów na świecie. W przeszłości wyspa była centrum budowy dżonek. Na wyspie znajdują się osiedla mieszkaniowe oraz centra handlowe z outletami, antykwariatami i sklepami meblowymi.

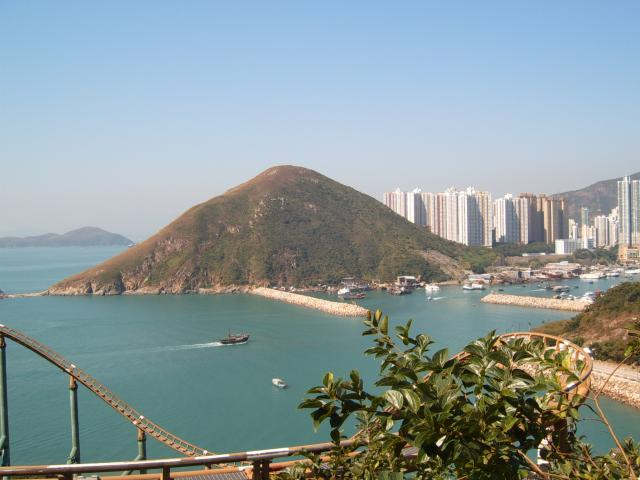
Yuk Kwan Shan (ang. Mount Johnston), 195 m n.p.m.